# Olidiana ornata
Olidiana ornata är en insektsart som beskrevs av Nielson 1982. Olidiana ornata ingår i släktet Olidiana och familjen dvärgstritar. Inga underarter finns listade i Catalogue of Life.